# Патријарх александријски Петар VII
Патријарх Петар VII (грч. Πατριαρχης Πετρος Ζ΄; рођ. Петрос Папапетру; 3. септембар 1949., Кипар - 11. септембар 2004, Егејско море)  патријарх Александрије и све Африке.

## Биографија
Рођен 3. септембра 1949. године у селу Синхари на Кипру.
Са 12 година ступио је у манастир Макера, одакле је 1966. године упућен на школовање у Богословију апостола Варнаве у Никозији, коју је дипломирао 1969. године.
15. августа 1969. године рукоположен је од цариградског хореепископа Хризостома (Аристодима) у чин ђакона.
У децембру 1970. ступио је у свештенство Александријске патријаршије, где је до септембра 1974. године служио као ђакон код папе и патријарха александријског и целе Африке Николаја VI.
Упоредо је студирао као стипендиста патријарха Николаја VI у Александријској гимназији Аверофеј, коју је дипломирао 1974. године.
Септембра 1974. патријарх Николај VI га је послао да студира на Богословском факултету Атинског универзитета уз стипендију Министарства иностраних послова Грчке. Током студија служио је као ђакон у манастиру Светог Спиридона Студијског.

## Свештеник
15. августа 1978. године, по успешно завршеним студијама, по благослову Патријарха Николаја VI, рукоположен је за презвитера од епископа додонског Хризостома (Синетоса) у манастиру Пендел и вратио се у Александрију.
Дана 6. децембра 1978. године, патријарх александријски Николај VI узвео га је у чин архимандрита у Саборном храму Светог Николе у граду Каиру и поставио за ректора ове цркве и старешину Патријаршијске канцеларије у Каиру.
Октобра 1980. Патријарх Николај VI је послат у Јужну Африку под руководством митрополита јоханесбуршког Павла (Лингриса), где је постављен за патријаршијског епитропа Митрополије Јоханесбуршке и преторије и ректора новосаграђене цркве Св. Света Богородица Пантанаса.
Дана 9. маја 1983. године, после устоличења Патријарха александријског Партенија III, Свети Синод Александријске патријаршије једногласно је изабрао титуларног епископа Вавилона и поставио га за Патријаршијског епитропа у Каиру.
Дана 15. августа 1983. године, у манастиру Мачера на Кипру, посвећен је за титуларног епископа вавилонског. Освећење су извршили архиепископ новојустинијански и целог Кипра Хризостом I, митрополит јоанесбуршки Павле (Лингрис), митрополит средњоафрички Тимотеј (кондомеркос) и митрополит китијски Хризостом.
Партеније III је 14. јуна 1990. године, на предлог Патријарха александријског, једногласно изабран за митрополита Акре и целе Западне Африке, што је омогућило његово још активније учешће у образовању афричког континента.
Ценивши мисионарски занос и административне способности митрополита Петра, патријарх александријски Партеније III га је новембра 1991. именовао за патријаршијског егзарха Иринопољске и источноафричке митрополије (Кенија, Уганда, Танзанија), задржавајући место митрополита Акре.
28. новембра 1994. године, одлуком Светог синода, ослобођен је управе Иринопољске епархије, а звање му је, у вези са трансформацијом Западноафричке митрополије, промењено у „митрополит камерунски Јертим и Егзарха и целе Западне Африке“, због локације митрополије у Камеруну .
Био је један од најближих сарадника свог патријарха Партенија III, кога је пратио на многим пастирским путовањима и службеним посетама. Више пута је представљао Александријску патријаршију у Блискоисточном савету цркава, Свеафричком савету цркава и разним међуправославним комисијама.

## Патријарх Александријски и све Африке
21. фебруара 1997. године изабран је за предстојатеља Александријске православне цркве. Обред устоличења обављен је 9. марта исте године у Благовештенској саборној цркви. Био је најмлађи од савремених предстојатеља помесних православних цркава.
Нови патријарх је преузео на себе административну реорганизацију не само Александрије и Каира, већ и осталих митрополија патријаршије. Извршио реорганизацију и вршио редовне инспекције економских служби Патријаршије. Под њим су створене четири нове мисионарске епархије: Мадагаскар, Нигерија, Гана, Букоб и, сходно томе, на ове столице су постављени епископи. Економски проблеми су отклоњени. У Александрији је подигнута нова патријаршијска резиденција. Поправке и рестаурација извршене су на комплексу зграда манастира Светог Саве Освећеног, Цркве Светог Николе и Патријаршијског конака у Каиру.
Неуморно је радио на ширењу Православља по афричком континенту. Настављајући рад који је започео као егзарх Источне Африке, Патријарх је допринео објављивању литургијских текстова на 30 афричких језика, међу многим другим књигама. 
Под њим је Синод Александријске Цркве одлучио да рехабилитује светог Нектарија Егинског, поводом чега је сазвана велика конференција у Александрији. Одржане су и бројне свечаности уз учешће свих православних помесних цркава, а 1999. година је проглашена годином Светог Нектарија.
У априлу 1999. посетио је Русију у званичној посети. Јануара 2004. поново је посетио Москву ради учешћа на церемонији уручења награде Међународне фондације за јединство православних народа „За изузетну активност на јачању јединства православних народа“ за 2003. годину.

## Смрт и сахрана
11. септембра 2004. погинуо је у авионској несрећи изнад Егејског мора на путу ка Светој Гори. Ова посета је требало да буде његова прва званична посета Атосу. Смрт је задесила, поред патријарха, 17 људи - митрополите Пилског Иринеја и Картагинског Хризостома, епископа Мадагаскарског Нектарија, игумана кипарског манастира Махер, архимандрита Арсенија (Пацалос), архимандрита Калистратоса (Икоадоног Нектамона) неколико мирјана, међу којима и млађи брат Патријарха. У Грчкој је проглашена тродневна национална жалост за упокојеним патријархом александријским и све Африке Петром и онима који су у његовој пратњи.